# Gloria Negrete McLeod
Gloria Negrete McLeod (Los Angeles, 6 settembre 1941) è una politica statunitense, membro della Camera dei Rappresentanti per lo stato della California dal 2013 al 2015.

## Biografia
Nata a Los Angeles in una famiglia ispanica, dopo gli studi e il matrimonio con Gilbert McLeod, la Negrete divenne rettore dello Chaffey College. Nel frattempo entrò in politica con il Partito Democratico.
Nel 1998 si candidò per un seggio all'Assemblea di stato della California, ma venne sconfitta. Due anni dopo ci riprovò e fu eletta, per poi passare al Senato di stato della California nel 2006.
Nel 2012 la Negrete McLeod decise di concorrere per un seggio alla Camera dei Rappresentanti nazionale e si trovò a competere contro il compagno di partito Joe Baca, deputato in carica da oltre tredici anni. La Negrete McLeod tuttavia riuscì a sconfiggere Baca con una netta maggioranza e approdò al Congresso. Due anni dopo rifiutò di chiedere un secondo mandato da deputata, preferendo candidarsi al Consiglio dei Supervisori della Contea di San Bernardino; la campagna elettorale però si rivelò infruttuosa e la Negrete McLeod perse la competizione.
La Negrete McLeod è una democratica favorevole all'aborto e alle unioni gay ed è sostenuta da Planned Parenthood. Madre di dieci figli, ha ventisette nipoti e venticinque pronipoti.